# Springdale (Ohio)
Springdale és una població dels Estats Units a l'estat d'Ohio. Segons el cens del 2000 tenia 10.563 habitants.

## Demografia
Segons el cens del 2000, Springdale tenia 10.563 habitants, 4.421 habitatges, i 2.816 famílies. La densitat de població era de 822,3 habitants/km².
Dels 4.421 habitatges en un 29% hi vivien nens de menys de 18 anys, en un 46,7% hi vivien parelles casades, en un 13,7% dones solteres, i en un 36,3% no eren unitats familiars. En el 32% dels habitatges hi vivien persones soles el 16,3% de les quals corresponia a persones de 65 anys o més que vivien soles. El nombre mitjà de persones vivint en cada habitatge era de 2,33 i el nombre mitjà de persones que vivien en cada família era de 2,95.
Per edats la població es repartia de la següent manera: un 24% tenia menys de 18 anys, un 7,3% entre 18 i 24, un 27% entre 25 i 44, un 23% de 45 a 60 i un 18,7% 65 anys o més.
L'edat mediana era de 39 anys. Per cada 100 dones de 18 o més anys hi havia 76,6 homes.
La renda mediana per habitatge era de 44.732 $ i la renda mediana per família de 53.979 $. Els homes tenien una renda mediana de 43.259 $ mentre que les dones 29.763 $. La renda per capita de la població era de 23.688 $. Aproximadament el 7,7% de les famílies i el 8,9% de la població estaven per davall del llindar de pobresa.

## Poblacions més properes
El següent diagrama mostra les poblacions més properes.